# U-17-Fußball-Asienmeisterschaft 1994
Die sechste U-17-Fußball-Asienmeisterschaft wurde 1994 in Katar ausgetragen. Das Turnier begann am 18. Oktober und endete am 1. November. Sieger wurde Japan durch einen 1:0-Sieg gegen die Gastgeber. Die beiden Finalisten qualifizierten sich zusammen mit Dritten Oman für die U-17-Fußball-Weltmeisterschaft 1995.

## Qualifikation
Katar war als Gastgeber für die Endrunde gesetzt. Die übrigen Nationen ermittelten die weiteren Teilnehmer. Abgesehen von den unten aufgeführten Gruppen setzten sich der Oman, Saudi-Arabien, die Vereinigten Arabischen Emirate und Usbekistan durch.

### Gruppe 4
Die Gruppe 4 wurde im Juli 1994 in Teheran, Iran, ausgetragen. Dabei setzte sich Bahrain gegen die Gastgeber und Indien durch.

### Gruppe 5
Die Gruppe 5 spielte im Mai 1994 in Shijiazhuang, Volksrepublik China.
| Pl. | Verein   | Sp. | S | U | N | Tore    | Diff. | Punkte |
| --- | -------- | --- | - | - | - | ------- | ----- | ------ |
| 1.  | China    | 2   | 2 | 0 | 0 | 008:000 | +8    | 06     |
| 2.  | Irak     | 2   | 1 | 0 | 1 | 002:300 | −1    | 03     |
| 3.  | Hongkong | 2   | 0 | 0 | 2 | 001:800 | −7    | 0      |

### Gruppe?
Diese Gruppe spielte im Mai 1994 in Seoul, Südkorea. Dabei setzten sich die Gastgeber und Japan gegen Guam durch.

## Endrunde
Die Endrunde wurde vom 18. Oktober bis 1. November 1994 in Doha ausgetragen.

### Gruppe A
| Pl. | Verein        | Sp. | S | U | N | Tore    | Diff. | Punkte |
| --- | ------------- | --- | - | - | - | ------- | ----- | ------ |
| 1.  | Oman          | 4   | 3 | 0 | 1 | 011:200 | +9    | 09     |
| 2.  | Katar         | 4   | 3 | 0 | 1 | 009:300 | +6    | 09     |
| 3.  | China         | 4   | 2 | 0 | 2 | 014:500 | +9    | 06     |
| 4.  | Saudi-Arabien | 4   | 2 | 0 | 2 | 008:400 | +4    | 06     |
| 5.  | Usbekistan    | 4   | 0 | 0 | 4 | 003:310 | −28   | 0      |

### Gruppe B
| Pl. | Verein                       | Sp. | S | U | N | Tore    | Diff. | Punkte |
| --- | ---------------------------- | --- | - | - | - | ------- | ----- | ------ |
| 1.  | Bahrain                      | 4   | 3 | 0 | 1 | 008:400 | +4    | 09     |
| 2.  | Japan                        | 4   | 2 | 0 | 2 | 008:600 | +2    | 06     |
| 3.  | Vereinigte Arabische Emirate | 4   | 1 | 2 | 1 | 010:900 | +1    | 05     |
| 4.  | Irak                         | 4   | 1 | 1 | 2 | 004:700 | −3    | 04     |
| 5.  | Südkorea                     | 4   | 1 | 1 | 2 | 002:600 | −4    | 04     |

### Halbfinale
|             |   |       |           |
| 30. Oktober |   |       |           |
| Oman        | – | Japan | 3:4 n. V. |
| 30. Oktober |   |       |           |
| Bahrain     | – | Katar | 1:2 n. V. |

### Spiel um den dritten Platz
|             |   |         |     |
| 1. November |   |         |     |
| Oman        | – | Bahrain | 3:2 |

### Finale
|             |   |       |           |
| 1. November |   |       |           |
| Japan       | – | Katar | 1:0 n. V. |

## Ergebnis
Die Finalisten Japan und Katar sowie der Dritte Oman qualifizierten sich für die U-17-Fußball-Weltmeisterschaft 1995.